# A balfácán
A balfácán, (eredeti cím: Get Smart) amerikai szituációs komédia, amelyet Mel Brooks és Buck Henry alkotott meg 1965-ben az NBC számára. 
Az Amerikai Egyesült Államokban rendkívül népszerű sorozatot 1965-től 1969-ig az NBC (National Broadcasting Company) adta, 1969-től 1970-ig viszont már a CBS (Columbia Broadcasting Company) tűzte műsorra, ismeretlen okokból. Eredetileg 1965. szeptember 18-tól 1970. május 15-ig sugározták. 5 évadot élt meg 138 epizóddal. 22 vagy 25 perces egy epizód, attól függ, hogy különleges vagy csak egy sima részt adnak-e.
Magyarországon a TV3 mutatta be 2000. január 15-én, majd 2002. szeptember 2-án a TV2 is műsorra tűzte.

## Összefoglaló
A sorozat a kémfilmek és kémsorozatok paródiája. A főszereplő, Maxwell Smart a világ legügyetlenebb kéme. Szerencséjére ott van 99-es ügynök, aki nő és neve soha nem derül ki a műsorból. Smart kódneve egyébként „86-os ügynök”. 

## Szereplők
| Színész        | Szereplő      | Magyar hang    |
| -------------- | ------------- | -------------- |
| Don Adams      | Maxwell Smart | Kassai Károly  |
| Barbara Feldon | 99-es ügynök  | Götz Anna      |
| Edward Platt   | The Chief     | Barbinek Péter |

## Díjak, jelölések
- 1965 : Golden Globe-díj a legjobb tévésorozatnak, jelölés[5]
- 1965 : Golden Globe-díj a legjobb sorozat-színésznek, jelölés[5]

## Kapcsolódó műsorok
A siker hatására két további tévéfilm készült. 1995-ben feltámasztották a sorozatot, ez azonban nem lett népszerű, mindössze 1 évadot élt meg 7 epizóddal. 2008-ban mozifilm készült belőle Zsenikém – Az ügynök haláli, címmel Steve Carell és Anne Hathaway főszereplésével.